# Thyreodon gabrieli
Thyreodon gabrieli là một loài tò vò trong họ Ichneumonidae.